# Dunkle Vieraugenbeutelratte
Die Dunkle Vieraugenbeutelratte (Philander melanurus) (Synonym: Metachirus fuscogriseus) ist eine Beutelsäugerart aus der Familie der Beutelratten (Didelphidae). Sie kommt in Honduras, Nicaragua, Costa Rica und Panama, sowie in Kolumbien und Ecuador westlich der Anden vor.

## Beschreibung

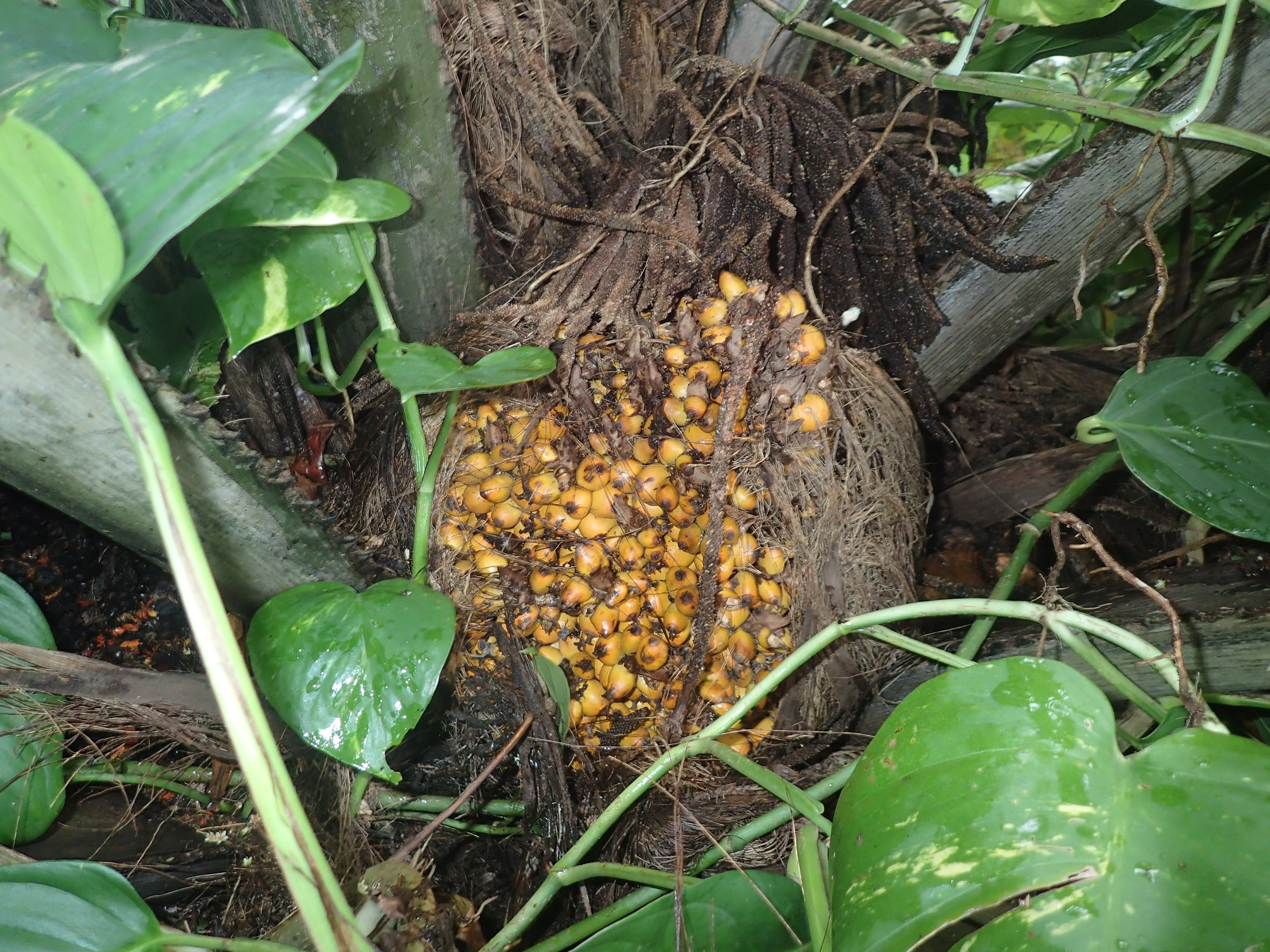
Die Früchte von Elaeis oleifera gehören zur Nahrung der Dunklen Vieraugenbeutelratte

Die Dunkle Vieraugenbeutelratte erreicht eine Kopfrumpflänge von 24,3 bis 30,5 cm, eine Schwanzlänge von 27,3 bis 32 cm und eine Gesamtlänge von 53 bis 58,6 cm. Das Fell der Tiere variiert von dunkelgrau über braunschwarz bis schwärzlich, die Bauchseite und die Wangen sind weißlich, cremefarben oder gelblich. Wie bei allen Vieraugenbeutelratten befinden sich ein Paar weißlicher Flecke oberhalb der Augen. Die Dunkle Vieraugenbeutelratte ist in der Regel dunkler gefärbt als die Fahle Vieraugenbeutelratte aus dem nördlichen Mittelamerika. Der weiße Bereich an der Schwanzspitze ist kleiner als bei dieser Art und im Unterschied zur Fahlen Vieraugenbeutelratte treten bei der Dunklen Vieraugenbeutelratte auch Exemplare mit völlig schwarzen oder dunkelbraunen Schwänzen auf. Die Nacktschwanzbeutelratte ist graziler gebaut als die Dunkle Vieraugenbeutelratte, hat einen längeren Schwanz (mehr als 33 cm lang) und schlankere Gliedmaßen.

## Lebensweise
Über die Lebensweise der Dunklen Vieraugenbeutelratte ist bisher nur wenig bekannt. Wie andere Vieraugenbeutelratten ernähren sich die Tiere wahrscheinlich vor allem von Früchten und Kleintieren. Bei Magenuntersuchungen in Panama fand man die Früchte der Ölpalme Elaeis oleifera und die Überreste von Insekten, Süßwassergarnelen und der Stachelrattenart Proechimys semispinosus. In Nicaragua wurde ein Exemplar fotografiert als es gerade dabei war eine giftige Korallenotter (Micrurus nigrocinctus) zu töten. In Nicaragua vermehren sich die Beutelratten von Februar bis Oktober, in Panama dauert die Fortpflanzungszeit von Februar bis November.

## Systematik
Die Art wurde im Jahr 1899 durch den US-amerikanischen Zoologen Oldfield Thomas unter der Bezeichnung Metachirus melanurus erstmals wissenschaftlich beschrieben. Terra typica ist der Ort Paramba am Río Mira im nördlichen Ecuador. Im Jahr 1901 beschrieb der US-amerikanische Zoologe Joel Asaph Allen unter der Bezeichnung Metachirus fuscogriseus eine weitere Beutelrattenart aus Greytown in Nicaragua. Später wurden beide als Unterarten der Grauen Vieraugenbeutelratte (Philander opossum) geführt. Bei einer im Januar 2018 veröffentlichten Revision der Gattung Philander wurde Philander melanurus als eigenständige Art eingesetzt, da ihre Typusexemplare einen von Philander pallidus und Philander opossum deutlich verschiedenen Haplotyp repräsentieren. Metachirus fuscogriseus ist heute ein Synonym von Philander melanurus. Philander melanurus und Philander vossi sind Schwesterarten und bilden zusammen eine Klade, die den südamerikanischen Vieraugenbeutelratten östlich der Anden als Schwestergruppe gegenüber steht.

## Belege
1. 1 2 3  Robert S. Voss, Juan F. Díaz-Nieto and Sharon A. Jansa. 2018. A Revision of Philander (Marsupialia: Didelphidae), Part 1: P. quica, P. canus, and A New Species from Amazonia. American Museum Novitates. Number 3891; 1–70. DOI: 10.1206/3891.1
2. 1 2  Joel Asaph Allen: Descriptions of two new opposums of the genus Metachirus. (Metachirus fuscogriseus & pallidus). Bulletin of the American Museum of Natural History ; v. 14, article 15 PDF
3. 1 2  Alfred L. Gardner: Mammals of South America, Volume 1: Marsupials, Xenarthrans, Shrews, and Bats. University of Chicago Press, März 2008, ISBN 978-0226282404 (seite 33 u. 34)
4. ↑  James L. Patton and Maria Nazareth F. da Silva: Definition of Species of Pouched Four-Eyed Opossums (Didelphidae, Philander). Journal of Mammalogy, Vol. 78, No. 1 (1997), DOI: 10.2307/1382642 (Seite 99)
5. 1 2  Diego Astúa: Family Didelphidae (Opossums). Seite 70 – 186 in Don E. Wilson, Russell A. Mittermeier: Handbook of the Mammals of the World – Volume 5. Monotremes and Marsupials. Lynx Editions, 2015, ISBN 978-84-96553-99-6